# Easton, New Hampshire
Easton är en kommun (town) i Grafton County i delstaten New Hampshire, USA med 254 invånare (2010). 